# Greekazo
Greekazo, de son vrai nom Alexander Cielma Miliarakis, né le 30 mars 2001 à Stockholm, est un rappeur suédois.

## Biographie
Greekazo naît le 30 mars 2001 à Stockholm, et grandit dans le quartier stockholmois d'Hässelby-Vällingby. Il est d'origine grecque et polonaise.
Le 31 juillet 2019, il publie son premier single intitulé HotSpot. Partant d'un « délire entre amis », le titre devient viral et accumule plusieurs millions d'écoutes sur les plateformes de streaming en quelques mois.
En décembre 2019, maintenant star montante de la scène hip-hop suédoise, Greekazo fait une apparition, devenue virale, dans l'émission Malou efter tio (sv), diffusée sur TV4, où il est interviewé par Malou von Sivers (sv). Invité pour parler de sa carrière, l'interview devient un réquisitoire contre l'artiste où l'on questionne ses points de vues sur des sujets controversés tels que la criminalité et le trafic de drogues.
L'entrevue a fait l'objet de nombreuses critiques et d'un débat sur la question de savoir si une personnalité peut être tenue pour responsable de crimes commis dans les banlieues. À la suite de cela, Greekazo a été réinvité dans l'émission pour une nouvelle interview, mais a préféré décliner.
Le 30 mars 2020, il dévoile son premier album studio : Gör nu, Tänk sen.
Le 16 avril 2021, il sort son second album studio : 6TON5.

## Discographie

### Album studio
- 2020 : Gör nu, Tänk sen
- 2021 : 6TON5

### Singles
- 2019 : HotSpot
- 2019 : Sprayad
- 2019 : Apoteket
- 2020 : Ice Cream (featuring Dree Low (sv))
- 2020 : Puta
- 2020 : Gangsta Christmas (featuring E4an)
- 2020 : Jag ljög
- 2021 : Ingen annan
- 2021 : FUCK YOU